# Omloop Het Volk 1995
L'Omloop Het Volk 1995, quarantanovesima edizione della corsa, fu disputato il 25 febbraio 1995 per un percorso di 205 km. Fu vinto per la prima volta da un italiano, Franco Ballerini, al traguardo in 5h08'38" alla media di 39,853 km/h.

## Ordine d'arrivo (Top 10)
| Pos. | Corridore           | Squadra         | Tempo    |
| ---- | ------------------- | --------------- | -------- |
| 1    | Franco Ballerini    | Mapei-GB        | 5h08'38" |
| 2    | Edwig Van Hooydonck | Novell-Decca    | s.t.     |
| 3    | Andrei Tchmil       | Lotto-Isoglass  | s.t.     |
| 4    | Wilfried Nelissen   | Lotto-Isoglass  | a 23"    |
| 5    | Jelle Nijdam        | TVM-Polis Dir.  | s.t.     |
| 6    | Johan Museeuw       | Mapei-GB        | s.t.     |
| 7    | Mario Manzoni       | Brescialat-Fago | s.t.     |
| 8    | Hendrik Redant      | TVM-Polis Dir.  | s.t.     |
| 9    | Jo Planckaert       | Collstrop       | s.t.     |
| 10   | Gianluca Pianegonda | Polti-Vaporetto | s.t.     |